# Peter Olayinka
Peter Olayinka Oladeji (Ibadán, Oyo, 18 de noviembre de 1995) es un futbolista nigeriano que juega de delantero en el Estrella Roja de Belgrado de la Superliga de Serbia.

## Trayectoria

### Inicios
Comenzó su carrera en el 36 Lion FC de Lagos, en su natal Nigeria, y en enero de 2012 entró a las inferiores del KS Bylis Ballsh de Albania. Debutó con el primer equipo del club el 20 de octubre de 2012 contra el Luftëtari Gjirokastër en la Superliga de Albania. Anotó su primer gol el 3 de febrero de 2013 en el empate por 2-2 ante el Teuta Durrës en la Copa de Albania.

### Yenicami Ağdelen
En el verano europeo de 2013, el delantero nigeriano dejó el club albanés a pesar de tener contrato vigente con el equipo. El caso llegó a la FIFA y el ente regulador falló a favor del club, dejando al jugador inhabilitado a jugar por otro equipo. Esto llevó al jugador a fichar por el Yenicami Ağdelen S.K de la Liga Birinci del Norte de Chipre, la cual no es reconocida por la FIFA. Jugó 26 partidos y anotó 14 goles ese año, y ganó junto al club la Liga Birinci por primera vez.

### Skënderbeu Korçë
Regresó a Albania y fichó por el vigente campeón Skënderbeu Korçë en la temporada 2014-15.

### KAA Gent
En 2016 fichó por el KAA Gent de Bélgica por 1,1 millones de euros. Fue enviado a préstamo al Dukla Praga checo en julio de 2016.

### Slavia Praga
El 21 de julio de 2018 el Slavia Praga fichó al nigeriano por 4 años, pagó una transferencia de 3,2 millones de euros.
El 17 de septiembre de 2019 abrió el marcador en el empate 1-1 frente al Inter de Milán en la Liga de Campeones de la UEFA.

## Selección nacional
Por su paso por grandes clubes en la Superliga de Albania, el jugador mencionó su intención de representar a la selección de Albania si es que él obtuviera el pasaporte.
En 2019, Olayinka fue llamado por la selección de Nigeria para el amistoso internacional frente a Brasil.

## Estadísticas
Actualizado al último partido disputado el 24 de mayo de 2025.
| Club | Div.          | Temporada     | Liga(1) | Liga(1) | Copas nacionales(2) | Copas nacionales(2) | Copas internacionales(3) | Copas internacionales(3) | Total | Total |
| Club | Div.          | Temporada     | Part.   | Goles   | Part.               | Goles               | Part.                    | Goles                    | Part. | Goles |
| --- | ------------- | ------------- | ------- | ------- | ------------------- | ------------------- | ------------------------ | ------------------------ | ----- | ----- |
| K. S. Bylis Ballsh · Albania | 1.ª           | 2012-13       | 14      | 0       | 10                  | 3                   | —                        | —                        | 24    | 3     |
| K. S. Bylis Ballsh · Albania | Total club    | Total club    | 14      | 0       | 10                  | 3                   | 0                        | 0                        | 24    | 3     |
| K. F. Skënderbeu Korçë · Albania | 1.ª           | 2014-15       | 15      | 6       | 2                   | 3                   | —                        | —                        | 17    | 9     |
| K. F. Skënderbeu Korçë · Albania | 1.ª           | 2015-16       | 18      | 10      | 3                   | 0                   | 6                        | 0                        | 27    | 10    |
| K. F. Skënderbeu Korçë · Albania | Total club    | Total club    | 33      | 16      | 5                   | 3                   | 6                        | 0                        | 44    | 19    |
| F. K. Dukla Praga · República Checa | 1.ª           | 2016-17       | 29      | 6       | 2                   | 0                   | —                        | —                        | 31    | 6     |
| F. K. Dukla Praga · República Checa | Total club    | Total club    | 29      | 6       | 2                   | 0                   | 0                        | 0                        | 31    | 6     |
| S. V. Zulte Waregem · Bélgica | 1.ª           | 2017-18       | 35      | 11      | 2                   | 0                   | 4                        | 0                        | 41    | 11    |
| S. V. Zulte Waregem · Bélgica | Total club    | Total club    | 35      | 11      | 2                   | 0                   | 4                        | 0                        | 41    | 11    |
| S. K. Slavia Praga · República Checa | 1.ª           | 2018-19       | 24      | 6       | 5                   | 0                   | 10                       | 0                        | 39    | 6     |
| S. K. Slavia Praga · República Checa | 1.ª           | 2019-20       | 20      | 4       | 0                   | 0                   | 8                        | 1                        | 28    | 5     |
| S. K. Slavia Praga · República Checa | 1.ª           | 2020-21       | 24      | 6       | 2                   | 1                   | 13                       | 4                        | 39    | 11    |
| S. K. Slavia Praga · República Checa | 1.ª           | 2021-22       | 24      | 6       | 3                   | 1                   | 13                       | 4                        | 40    | 11    |
| S. K. Slavia Praga · República Checa | 1.ª           | 2022-23       | 23      | 11      | 2                   | 2                   | 11                       | 4                        | 36    | 17    |
| S. K. Slavia Praga · República Checa | Total club    | Total club    | 115     | 33      | 12                  | 4                   | 55                       | 13                       | 182   | 50    |
| S. K. Slavia Praga "B" · República Checa | 2.ª           | 2022-23       | 1       | 0       | ―                   | ―                   | ―                        | ―                        | 1     | 0     |
| S. K. Slavia Praga "B" · República Checa | Total club    | Total club    | 1       | 0       | 0                   | 0                   | 0                        | 0                        | 1     | 0     |
| Estrella Roja de Belgrado Serbia | 1.ª           | 2023-24       | 35      | 11      | 3                   | 1                   | 5                        | 0                        | 43    | 12    |
| Estrella Roja de Belgrado Serbia | 1.ª           | 2024-25       | 7       | 2       | 0                   | 0                   | 5                        | 0                        | 12    | 2     |
| Estrella Roja de Belgrado Serbia | Total club    | Total club    | 42      | 13      | 3                   | 1                   | 10                       | 0                        | 55    | 14    |
| Total carrera | Total carrera | Total carrera | 269     | 79      | 34                  | 11                  | 75                       | 13                       | 378   | 103   |
| (1) Incluye datos de los play-offs de Bélgica para la Liga Europa. (2) Incluye datos de la Copa de Albania, la Copa de la República Checa, la Copa de Bélgica y la Supercopa de Bélgica. (3) Incluye datos de la Liga de Campeones de la UEFA (2015-16, 2018-19, 2019-20) y la Liga Europa de la UEFA (2015-16, 2017-18, 2018-19) |               |               |         |         |                     |                     |                          |                          |       |       |

## Palmarés

### Títulos nacionales
| Título                     | Club                      | País             | Año     |
| -------------------------- | ------------------------- | ---------------- | ------- |
| Liga Birinci               | Yenicami Ağdelen          | Chipre del Norte | 2013-14 |
| Superliga de Albania       | K. F. Skënderbeu Korçë    | Albania          | 2014-15 |
| Liga checa                 | S. K. Slavia Praga        | República Checa  | 2018-19 |
| Copa de la República Checa | S. K. Slavia Praga        | República Checa  | 2018-19 |
| Liga checa                 | S. K. Slavia Praga        | República Checa  | 2019-20 |
| Liga checa                 | S. K. Slavia Praga        | República Checa  | 2020-21 |
| Copa de la República Checa | S. K. Slavia Praga        | República Checa  | 2020-21 |
| Copa de la República Checa | S. K. Slavia Praga        | República Checa  | 2022-23 |
| Superliga de Serbia        | Estrella Roja de Belgrado | Serbia           | 2023-24 |
| Copa de Serbia             | Estrella Roja de Belgrado | Serbia           | 2023-24 |
| Superliga de Serbia        | Estrella Roja de Belgrado | Serbia           | 2024-25 |
| Copa de Serbia             | Estrella Roja de Belgrado | Serbia           | 2024-25 |